# Water positive
Water Positive pode ser definido como o conceito em que uma entidade, como uma empresa, uma comunidade ou um indivíduo, vai além da simples conservação da água e contribui ativamente para a gestão sustentável e a recuperação dos recursos hídricos. Isto envolve a implementação de práticas e tecnologias que reduzem o consumo de água, melhoram a qualidade da água e aumentam a sua disponibilidade. O objetivo de ser positivo em relação à água é deixar um impacto positivo nos ecossistemas aquáticos e garantir que é conservada e restaurada mais água do que aquela que é utilizada ou esgotada

## História
O conceito de "Water Positive" ganhou espaço na indústria da construção no início dos anos 2000. Isso foi em resposta a uma agenda para otimizar as práticas de construção - reduzindo seu impacto ambiental através de reduções de terra e materiais, e conservações de energia e água para produzir "edifícios de impacto zero". Para conservar água, a captação de água da chuva foi considerada para minimizar sua dependência do consumo de água doce.
O conceito de Water Positive expandiu-se para outros domínios e indústrias à medida que as preocupações começaram a surgir sobre os desafios da escassez global de água doce. A ideia ganhou momentum, pois poderia ser convenientemente associada a uma agenda anterior de "emissões líquidas zero", com uma agenda comum de cura do meio ambiente por meio da gestão sustentável de recursos vitais por meio de responsabilidades civis e corporativas para controlar o consumo de recursos e gerenciar resíduos para alcançar um impacto líquido positivo. Para alcançar esses objetivos, são introduzidos incentivos compensatórios na forma de créditos (créditos de carbono ou créditos positivos de água) que podem ser comercialmente trocados por moeda legal entre o vendedor (detentores autorizados de crédito de carbono ou positivos de água) e os compradores, promovendo impactos ambientais positivos.
Assim como a compensação de gases de efeito estufa (GEE), a ideia por trás do Water Positive é equilibrar a pegada hídrica implementando medidas de eficiência de processo, purificação de água, recarga de aquíferos, conservação de ecossistemas e outros projetos de compensação de água. Ele se concentra em gerenciar esse recurso crítico para que as organizações contribuam mais p{{}}ara a sustentabilidade hídrica global.

## Avaliação do Impacto da Água
A Iniciativa Water Positive busca avaliar o impacto ambiental do consumo de água em diversos domínios industriais. Isso não pode ser alcançado apenas olhando para o consumo direto ou indireto de água de uma entidade sem considerar o produto ou serviço trocado localmente, regionalmente ou internacionalmente. A mercadoria ou serviço tem um valor de consumo de água oculto que muitas vezes é negligenciado. Na década de 1990, o Prof. John Anthony Allan, um geógrafo britânico e especialista em recursos hídricos e gestão ambiental, introduziu o conceito de Virtual Water (VW), o que implica que a troca de bens e serviços tem um valor tangível de troca de água associado a eles e deve ser considerado.
Water Positive e Virtual Water se combinam para fornecer uma melhor avaliação do impacto do uso de água direta, indireta e virtual. Relacionando commodities as suas virtual water footprints,

## Expansão do Conceito
A expansão global do conceito de Water Positive emergiu nos anos 2000 impulsionada pelos Objetivos de Desenvolvimento do Milênio das Nações Unidas relacionados ao acesso à água potável e à necessidade de as indústrias participarem da sustentabilidade da água em sua produção.
Empresas de bebidas como a The Coca-Cola Company e a PepsiCo foram pioneiras em estabelecer compromissos de Water Positive para regiões com escassez de água, investindo em eficiência hídrica e projetos comunitários. Elas estabeleceram metas ambiciosas para reduzir a água potável utilizada por litro na produção de produtos, tornando-se modelos para outras indústrias. Em junho de 2007, a Coca-Cola anunciou uma parceria plurianual com o World Wildlife Fund (WWF) sobre conservação da água. E. Neville Isdell, presidente e CEO da Coca-Cola na época, declarou: "Nosso objetivo é substituir cada gota de água que usamos em nossas bebidas e sua produção. Para nós, isso significa reduzir a quantidade de água utilizada... reciclar a água usada nos processos de fabricação para que possa ser devolvida com segurança ao meio ambiente e repor a água nas comunidades e na natureza por meio de projetos localmente relevantes."
Com os Objetivos de Desenvolvimento Sustentável da ONU estabelecidos em 2015 e a crescente pressão social para que as empresas adotem práticas ambientalmente sustentáveis, mais empresas em diversas indústrias assumiram publicamente o objetivo de serem Positivas em Água até 2030 a 2050.
O aumento no compromisso com esta iniciativa ocorre após 2015, quando empresas líderes como Microsoft, Google, Ecolab, Unilever, Nestlé, AB InBev, Levi's, IKEA, Cargill, BP, Gap Inc., Colgate-Palmolive, Meta, Diageo, Starbucks, Danone, IBM, Procter & Gamble, Intel e Mars propuseram reduções drásticas em seu consumo operacional de água e também compensaram o consumo implementando estratégias como sistemas de captação de água da chuva, purificação de água, projetos de reflorestamento e recarga de aquíferos - entre outras iniciativas, concentrando-se em melhorar as bacias hidrográficas estressadas pela água.

## Definição
O conceito de “Water Positive” pode ser definido como o conceito em que uma entidade, como uma empresa, comunidade ou indivíduo, vai além de simplesmente conservar água e contribui ativamente para a gestão sustentável e restauração dos recursos hídricos. Isso envolve a implementação de práticas e tecnologias que reduzem o consumo de água, melhoram a qualidade da água e aumentam a disponibilidade de água. O objetivo de ser Water Positive é deixar um impacto positivo nos ecossistemas aquáticos e garantir que mais água seja conservada e restaurada do que utilizada ou depletada.

### Estratégias
As principais estratégias aplicadas por empresas e entidades foram apresentadas na Conferência das Nações Unidas sobre Água realizada em Nova Iorque em 2023. Supõe-se que, ao seguir sistematicamente essas diretrizes e com compromissos de longo prazo, várias empresas estabeleceram metas para serem água positiva dentro de 10 a 15 anos. As estratégias são:
- Implementação de tecnologias e processos para reduzir o consumo de água direto e indireto por meio da otimização de processos, produção circular e reciclagem e reutilização de água.
- Compensação da pegada hídrica residual por meio de projetos que aumentem e melhorem a disponibilidade e qualidade da água nas bacias impactadas, como a construção de zonas úmidas e fazendas de algas, plantas de tratamento, reflorestamento, recarga de aquíferos, sistemas de coleta de água da chuva, entre outras inovações.
- Investimento em pesquisa e desenvolvimento para implementar novas tecnologias que otimizem o uso da água.
- Estabelecimento de parcerias com ONGs, comunidades locais e outros atores para promover a gestão integrada dos recursos hídricos compartilhados.
- Promoção de uma cultura de sustentabilidade da água entre os funcionários e consumidores através de programas de conscientização sobre o uso responsável da água.
- Estabelecimento de incentivos de compensação para a aplicação de sistemas de purificação de barreira múltipla, como ultrafiltração, microfiltração, nanofiltração, osmose reversa, radiação ultravioleta ou a sua combinação, que purificam a água de forma sustentável e alcançam metas de produção de água positiva.

### Compensação
O conceito de "água positiva", por meio da purificação da água utilizando recursos não convencionais, foi apresentado pela primeira vez durante a cerimônia de abertura do Congresso Mundial IDA 2022, na cerimônia de abertura "Charting Resilient Water Solutions".
O objetivo da compensação da pegada hídrica é alcançar um impacto positivo nos recursos hídricos globais. Isso é feito colaborando com várias partes interessadas para implementar sistemas de purificação da água em áreas de escassez, aumentando assim o fornecimento local. Também é promovido um comércio mais equilibrado de água virtual, que é a água usada para produzir bens e serviços comercializados entre regiões.
Regular esse comércio de água virtual pode melhorar a eficiência global do uso da água. Regiões com recursos hídricos abundantes poderiam compensar parte da pegada hídrica de regiões com alto estresse hídrico, ajudando assim a aliviar sua dependência das importações de água virtual. Essa abordagem dupla de aumentar o fornecimento local e equilibrar o comércio entre regiões representa uma gestão abrangente dos recursos hídricos globais que apenas esses tratamentos descentralizados permitem de forma semelhante ao mercado de compensação de carbono.